# Willem Roosmale Nepveu

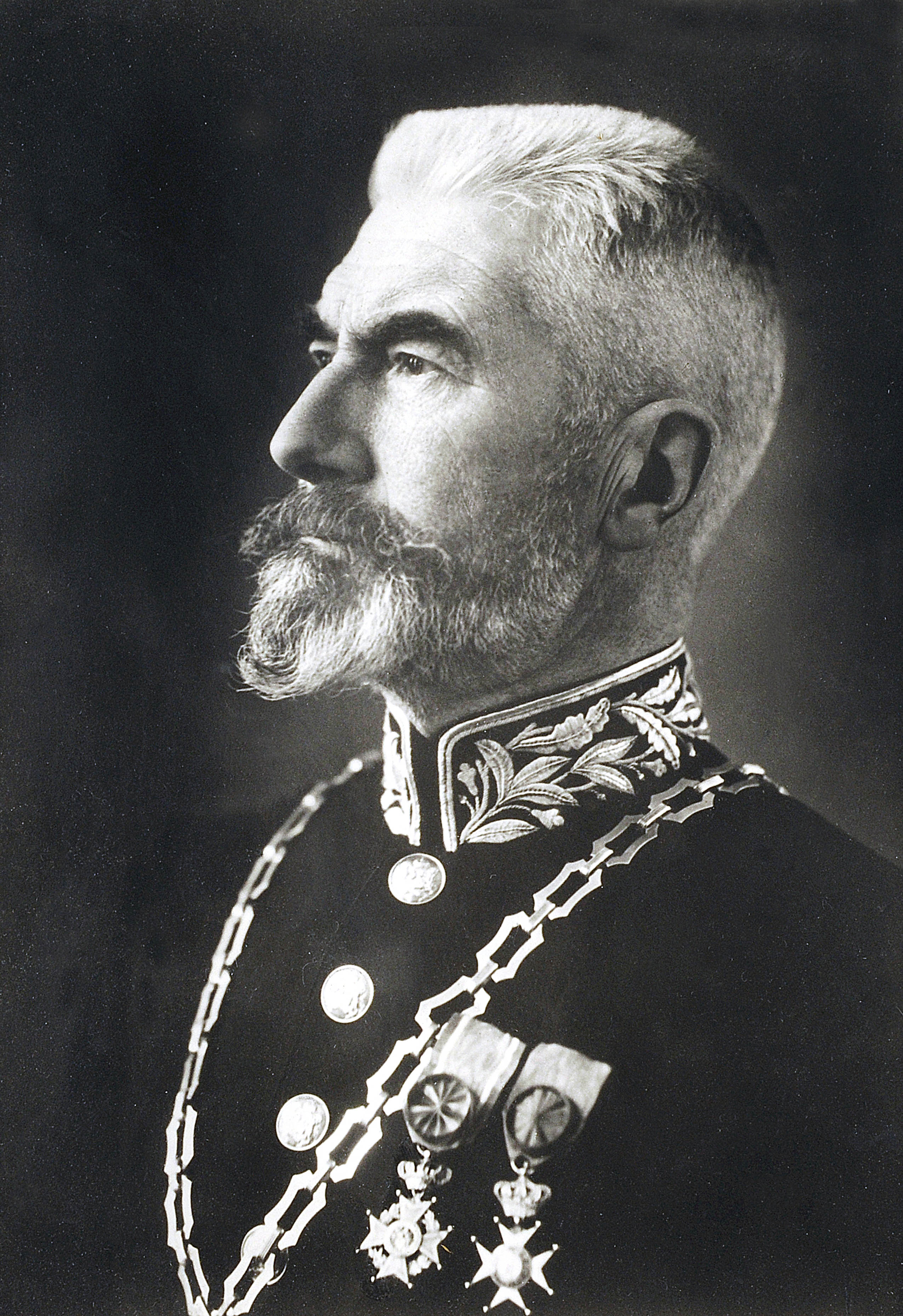
Mr. W. Roosmale Nepveu in burgemeestersuniform

Willem Roosmale Nepveu (Amsterdam, 23 september 1866 – Bussum, 20 april 1950) was een Nederlands politicus van de CHU.

## Biografie
Nepveu werd geboren als telg uit het geslacht Nepveu en zoon van Charles/Karel Roosmale Nepveu (1832-1903) en jkvr. Agatha Maria Johanna van Loon (1836-1891), telg uit het geslacht Van Loon en dochter van de kunstverzamelaarster jkvr. Annewies van Winter (1793-1877). Hij promoveerde eind 1895 op stellingen in de rechten aan de Rijksuniversiteit Leiden en was achtereenvolgens burgemeester van Ophemert (6 april 1898-15 oktober 1899), Putten (16 oktober 1899-30 juni 1910) en Apeldoorn (1 juli 1910-28 juni 1934). Hij zette zich in Apeldoorn vooral in voor de wegeninfrastructuur, verlichting, riolering en drinkwatervoorziening; daarnaast was hij initiator van het carillonfonds. In die laatste gemeente werd een zuil ter ere van hem geplaatst in het gemeentelijke park Berg en Bos dat door zijn toedoen werd aangekocht, is er bij zijn afscheid als burgemeester een lantaarn opgericht aan het Raadhuisplein en werd de Roosmale Nepveulaan naar hem vernoemd. Bij zijn afscheid in 1934 werd hem ook een boek over Apeldoorn aangeboden.
Nepveu was vanaf 1901 lange tijd lid van Provinciale Staten van Gelderland. Verder was hij Officier in de Orde van Oranje-Nassau en Officier in de Orde van Verdienste van Adolf van Nassau.
Nepveu trouwde in 1896 met Henriette Casimire Johanna Wilhelmina de Bordes (1868-1932), telg uit het geslacht De Bordes, met wie hij vier kinderen kreeg.
Mr. W. Roosmale Nepveu overleed in 1950 op 85-jarige leeftijd.